# کنت کریستی کوپر
کنت کریستی کوپر (انگلیسی: Kenneth Cooper؛ ۱۸ اکتبر ۱۹۰۵ – ۴ سپتامبر ۱۹۸۱) فرد نظامی اهل بریتانیا بود. وی همچنین برندهٔ جوایزی همچون نشان حمام و نشان امپراتوری بریتانیا شده‌است.